# Loving You (álbum)
Loving You es el tercer álbum de estudio del músico y cantante estadounidense Elvis Presley, publicado por la compañía discográfica RCA Victor en mono en julio de 1957. Las sesiones de grabación tuvieron lugar entre los días 15 y 18 de enero de 1957 en los Paramount Pictures Scoring Stage, y los días 12, 13 y 19 de enero y 23 y 24 de febrero en los Radio Recorders de Hollywood. Estas fueron las primeras sesiones en las que Steve Holes es acreditado oficialmente como productor. Loving You estuvo diez semanas en el primer puesto de la lista Billboard 200 y fue certificado disco de oro por la RIAA el 9 de abril de 1968.

## Contenido
La banda sonora incluye siete canciones de la película Loving You compuestas por compositores contratados para Elvis Presley Music y Gladys Music, las editoriales musicales propiedad de Elvis y su representante, Colonel Tom Parker. Una octava canción descartada del largometraje, «Don't Leave Me Now», fue incluida en el álbum.
El material previamente publicado incluyó el sencillo «(Let Me Be) Your Teddy Bear» y su cara B, «Loving You». Varias canciones fueron añadidas para ampliar el álbum, incluyendo el tema «Blueberry Hill», versionada en 1956 por Fats Domino. «Have I Told Yo Lately That I Love You?» había sido grabada previamente por Sons of the Pioneers y por Bing Crosby. «True Love», de Cole Porter y escrita para el musical High Society, también apareció en el álbum. La práctica de RCA de aumentar las bandas sonoras con canciones extra que no aparecen en las películas homónimas se convirtió en una práctica habitual en los trabajos discográficos de Presley durante la década de 1960.
RCA reeditó Loving You en disco compacto en 1988. Diez años después, en abril de 1997, fue reeditado en una versión extensa, con ocho temas extra. Todas las canciones proceden de las mismas sesiones, con tres tomas alternativas, siendo el resto canciones del EP Just For You y tres sencillos, entre ellos «Tell Me Why» y «When It Rains, It Really Pours».

## Lista de canciones
| Cara A |                               |                              |          |  |
| N.º    | Título                        | Escritor(es)                 | Duración |  |
| 1.     | «Mean Woman Blues»            | Claude Demetrius             | 2:15     |  |
| 2.     | «(Let me be) Your Teddy Bear» | Kal Mann, Bernie Lowe        | 1:45     |  |
| 3.     | «Loving You (canción)»        | Jerry Leiber, Mike Stoller   | 2:12     |  |
| 4.     | «Got a Lot o' Livin' to Do»   | Aaron Schroeder, Ben Weisman | 2:31     |  |
| 5.     | «Lonesome Cowboy»             | Sid Tepper, Roy C. Bennett   | 3:07     |  |
| 6.     | «Hot Dog»                     | Jerry Leiber, Mike Stoller   | 1:17     |  |
| 7.     | «Party»                       | Jessie Mae Robinson          | 1:27     |  |

| Cara B |                                           |                                     |          |  |
| N.º    | Título                                    | Escritor(es)                        | Duración |  |
| 1.     | «Blueberry Hill»                          | Vincent Rose, Al Lewis, Larry Stock | 2:38     |  |
| 2.     | «True Love»                               | Cole Porter                         | 2:07     |  |
| 3.     | «Don't Leave Me Now»                      | Aaron Schroeder, Ben Weisman        | 2:00     |  |
| 4.     | «Have I Told You Lately That I Love You?» | Johnny Russell, Scott Wiseman       | 2:30     |  |
| 5.     | «I Need You So»                           | Ivory Joe Hunter                    | 2:40     |  |

## Personal
- Elvis Presley: voz y guitarra acústica
- Scotty Moore: guitarra eléctrica
- Tiny Timbrell: guitarra acústica
- Dudley Brooks: piano
- Gordon Stoker: piano
- Hoyt Hawkins: piano y órgano
- Bill Black: contrabajo
- D.J. Fontana: batería
- The Jordanaires: coros
- George Fields: armónica